# Accademia comunista
L'Accademia comunista (in russo Коммунистическая академия?, Kommunističeskaja akademija) era un istituto di ricerca e formazione fondato a Mosca nel 1918, un anno dopo la rivoluzione d'ottobre. Consentiva ai filosofi e agli scienziati marxisti di compiere i propri studi e ricerche indipendentemente dall'Accademia delle scienze.
Si trovava a Mosca nella tenuta Golicyn nella Volchonka ulica 14, dove è situata la galleria di arte europea e americana del XIX-XX secolo del Museo Puškin delle belle arti. Aveva sedi a Pietrogrado (poi Leningrado), Sverdlosk, Tashkent, Tbilisi e Rostov sul Don.

## Storia

### Accademia socialista
Con decreto del Comitato esecutivo centrale panrusso della RSFS Russa del 25 giugno 1918, fu fondata a Mosca l'Accademia Socialista delle scienze sociali (in russo Социалистическая академия общественных наук?, Socialističeskaja akademija obščestvennych nauk), su iniziativa di Michail Nikolaevič Pokrovskij, Michail Andreevič Rejsner e Lenin. L'Accademia fu aperta ufficialmente il 1 ottobre 1918.
Iniziò ad avere un certo successo ed influenza durante gli anni venti, soprattutto nelle scienze sociali e nel diritto sotto la direzione di Evgenij Pašukanis. L'Accademia era composta da circa 100 membri attivi e un certo numero di corrispondenti. Gli obbiettivi dell'istituto erano la ricerca nell'ambito delle scienze sociali, della storia, della teoria e applicazione del socialismo. 
Inizialmente, poteva iscriversi all'accademia chiunque avesse compiuto 16 anni: tra i 1870 studenti del primo anno di attività, la maggioranza era costituita da intellettuali esterni al Partito Comunista Russo (bolscevico). Dopo l'adozione del nuovo statuto nel 1919, tra i membri e gli studenti rimasero solo i bolscevichi, mentre i senza partito, gli iscritti ad altri partiti socialisti e un certo numero di stranieri furono espulsi.

### Accademia comunista
Il 17 aprile 1924 venne rinominata come "Accademia comunista" e il 26 novembre 1926 il Comitato esecutivo centrale dell'URSS ne approvò lo statuto. Nel 1929 fu aperta una sede a Leningrado nel Palazzo del granduca Michail.
Tra il 1929 e il 1930, la maggior parte degli istituti dell'Associazione russa degli istituti di ricerca in scienze sociali venne trasferita all'Accademia comunista.
L'8 febbraio 1936, l'Accademia comunista venne incorporata nell'Accademia delle scienze dell'URSS.

## Organizzazione e attività
Per molti anni, l'Accademia comunista è stata un punto di riferimento nelle scienze sociali e ha svolto un ruolo importante della creazione e diffusione dell'ideologia marxista-leninista. I membri si dedicavano allo studio e allo sviluppo di questioni di storia, teoria e pratica del marxismo e alla "formazione degli scienziati del socialismo e dei lavoratori responsabili nell'edificazione socialista". La Komakademija doveva inoltre "unire e radunare i lavoratori del socialismo scientifico." Dopo la riorganizzazione del 1932, l'obiettivo principale dell'Accademia comunista cambiò verso lo sviluppo socialista e l'economia mondiale.
L'Accademia comprendeva istituti di filosofia, storia, letteratura, arte, lingue, costruzione, diritto, economia, geopolitica, agraria, scienze naturali, oltre a sezioni, commissioni e società per ambiti specifici. Tra le società affiliate vi erano: la società dei materialisti dialettici militanti, degli statisti marxisti, degli storici marxisti, dei biologi marxisti, dei medici marxisti leninisti, dei matematici marxisti e degli orientalisti marxisti.
Nel 1922 l'Accademia iniziò la pubblicazione del bollettino Vestnik Socialističeskoj akademii (Вестник Социалистической академии) e nel 1924 quella del Vestnik Kommunističeskoj akademii (Вестник Коммунистической академии) che durò fino al settembre del 1935.
La biblioteca dell'Accademia venne preservata come la "Biblioteca Fondamentale delle Scienze Sociali" e quest'ultima è diventata una parte importante della biblioteca dell'Istituto russo di informazione scientifica delle scienze sociali.

## Personalità legate all'Accademia comunista
- Otto Schmidt
- David Borisovič Rjazanov
- Il'ja Ivanovič Ivanov
- Ivan Ivanovič Skvorcov-Stepanov
- Anatolij Vasil'evič Lunačarskij
- Nikolaj Ivanovič Bucharin
- Lev Borisovič Kamenev
- Grigorij Evseevič Zinov'ev
- Aleksandra Michajlovna Kollontaj
- Nadežda Konstantinovna Krupskaja
- Maksim Gor'kij
- Vladimir Pavlovič Miljutin
- Rosa Luxemburg
- Karl Liebknecht
- Otto Bauer
- Karl Kautsky
- Rudolf Hilferding